# 1468
Cette page concerne l'année 1468  du calendrier julien.
L'année 1468 est une année bissextile qui commence un vendredi.

## Événements
- 29 ou 30 janvier : le roi du Songhaï Sonni Ali Ber chasse les Touareg de Tombouctou. Il s’empare de la ville avec la complicité de son gouverneur et en fait massacrer la plupart des habitants. Après s’être bien établi dans la ville, Sonni Ali commence la conquête du Macina et du Haut Niger[1].
- 31 janvier : début du règne du sultan mamelouk d'Égypte Qaitbay à la suite d'un coup d'État (fin en 1496). En Syrie du Nord, il doit réprimer la révolte de l'émir turcoman dulqadiride Shâh Suwâr, soutenue par les Ottomans, en trois campagnes difficiles (1468-1472)[2].
- Printemps :  le vizir ottoman Mahmud Pacha Angelović occupe la Karamanie. Une partie de la population de Larende et de Konya est déportée pour repeupler Constantinople[3].
- 10 juillet : le roi de Chypre Jacques II de Lusignan épouse par procuration Catherine Corner, une Vénitienne. La république de Venise fait spécifier dans le contrat de mariage que si le roi venait à mourir sans héritier, Chypre deviendrait possession de Venise[4].
- Juillet : Le vizir ottoman Mahmud Pacha Angelović est  disgracié à son retour de Karamanie par le sultan Mehmet II à la suite des intrigues de Roum Mehmed pacha, le second vizir, puis rappelé en 1472[3].
- 26 août : début du règne de Baéda-Maryam, roi d’Éthiopie (fin en 1478)[5].

- Prise et destruction d’Anafé ou Anfa au Maroc (aujourd'hui Casablanca) par un corps expéditionnaire de 50 navires et 10 000 hommes envoyé par le roi Alphonse V de Portugal[6].

### Europe
- 17 janvier : la mort de Skanderbeg (1405-1468) après vingt ans de résistance héroïque aux Ottomans ouvre à Mehmet II les portes de l’Albanie[7].
- 5 février : le Lord Deputy d'Irlande Thomas Fitzgerald, comte de Desmond est décapité pour trahison à Drogheda. Début de la domination de l'Irlande par les Fitzgerald de Kildare (fin en 1534)[8].
- 31 mars : Mathias Corvin déclare la guerre à la Bohême (1468-1479)[9]. Il prend le titre de roi de Bohême en 1469 mais devant la résolution des Tchèques et de leur roi Georges de Poděbrady, il ne peut établir son autorité que sur la Moravie et la Silésie.

- 6 - 14 avril, France : réunion des États généraux, à Tours, par Louis XI, qui obtient une condamnation de la Ligue du Bien public[10]. Les États affirment l’inaliénabilité de la Normandie, qui appartient à la couronne. Ils agissent par loyalisme monarchique mais aussi par solidarité avec les contribuables, la création d’un apanage normand ayant signifié un manque à gagner pour le trésor.

- 3 juillet : mariage à Bruges de Charles le Téméraire, duc de Bourgogne, et de Marguerite d'York (1446-1503), sœur du roi Édouard IV d'Angleterre[11].
- 23 juillet : rupture de la Hanse avec l’Angleterre. Édouard IV d'Angleterre fait arrêter tous les négociants de la Hanse qui se trouvent en Angleterre, et leur réclame une indemnité de 20 000 livres sterling (novembre)[12]. Il déclare la guerre aux villes de la Hanse en réponse à leurs prétentions sur le monopole du commerce vers la Scandinavie et la Russie, qui fournissent du bois et du goudron (constructions navales), de la cendre et de la potasse (teinture des draps de laine), des fourrures et des poissons séchés (1470-1474).

- 8 septembre[13] : Les Orcades et les Shetlands (28 mai 1469[14]) sont engagées par la Norvège à l’Écosse pour fournir la dot de la fille du roi (1468-1469). Le remboursement ne sera pas effectué en temps voulu et les deux archipels échapperont définitivement à l’autorité du roi de Norvège.
- 10 septembre : traité d'Ancenis entre François II de Bretagne et Louis XI de France. Le duc de Bretagne s'engage à rompre ses alliances avec le duc de Bourgogne Charles et le roi d'Angleterre Édouard IV, tandis que le roi de France promet une pension de 60 000 livres à son frère Charles de France ainsi que la concession d'un apanage restant à définir[15].
- 18 septembre : traité des Taureaux de Guisando (Tratado de los Toros de Guisando). Après la mort de l'infant Alfonso (5 juillet), Henri IV de Castille désigne sa demi-sœur Isabelle comme héritière du trône de Castille. Sa fille présumée Jeanne est écartée du trône en raison de sa naissance douteuse[16].

- 10 - 14 octobre : Louis XI de France et Charles le Téméraire ont une entrevue[17] durant laquelle ils signent le traité de Péronne[18]. Louis XI cherche à négocier avec Charles contre la Bretagne. Quand il apprend que Louis encourage en sous-main les révoltes de Liège et de Gand, Charles le Téméraire retient le roi de France et ne le libère qu’après qu’il a donné la Champagne à son frère Charles de Berry et assisté à la répression de la révolte de Liège (30 octobre).
- 30 octobre - 3 novembre, principauté de Liège : la ville de Liège est mise à sac et rasée par les troupes bourguignonnes de Charles le Téméraire[19], en représailles au coup de force tenté par les six cents Franchimontois dans la nuit du 29 au 30 octobre.

- Fondation de l'abbaye de Bethléem des sœurs de la vie commune à Bützow, duché de Mecklembourg.

## Naissances en 1468
- 29 février : Paul III, (Alessandro Farnese), 220e pape de l'Église catholique († 10 novembre 1549).
- 12 juillet : Juan del Encina, poète, musicien, compositeur et dramaturge espagnol († 1533).

## Décès en 1468
- 17 janvier : Georges Castriote (Skanderberg), seigneur albanais, héros de la résistance aux Ottomans (° 6 mai 1405).
- 3 février : Johannes Gutenberg, inventeur de l'imprimerie occidentale, à Mayence. On compte alors en Allemagne une dizaine d’ateliers d’imprimerie.
- 15 février : Thomas Fitzgerald, 7e Comte de Desmond, Seigneur Adjoint d'Irlande, décapité à Drogheda (Co. Louth).
- 5 juillet : L'infant Alphonse XII de Castille, époux de Jeanne, fille de Jean II de Castille, prétendant au trône[16].
- 26 août[5] : Zara Yacoub, roi d'Éthiopie, qui est inhumé au lac Tana, dans l’église monastique de l’île de Dak.
- 24 novembre : Jean d'Orléans, comte de Dunois (1403-1468).

- Abu-l-Khayr (Chaybanides)[20].